# Friesodielsia obovata
Friesodielsia obovata là loài thực vật có hoa thuộc họ Na. Loài này được (Benth.) Verdc. mô tả khoa học đầu tiên năm 1971.